# OK Šumadija Aranđelovac
OK Šumadija Aranđelovac (serb.-chorw. Одбојкашки клуб Шумадија Аранђеловац, Odbojkaški Klub Šumadija Aranđelovac) – serbski klub siatkarski z miasta Aranđelovac, założony w roku 1977. Jego najsłynniejszą wychowanką jest Milena Rašić występująca tu w okresie od 2002 do 2007. Sekcja żeńska występuje w sezonie 2021/2022 w Superlidze, a męska w Prvej lidze B.